# جولیوس لانگفلد
جولیوس لانگفلد (انگلیسی: Julius Langfeld؛ زادهٔ ۱۸ فوریهٔ ۱۹۹۵) بازیکن فوتبال اهل آلمان است.